# Jean-Scipion Lagarde
Pour les articles homonymes, voir Lagarde.
Jean-Scipion Lagarde est un homme politique français.

## Biographie
Exerçant la profession d'avocat au début de la Révolution de 1789, Jean-Scipion Lagarde est élu maire de Nîmes en 1791. Son élection est une victoire pour le parti bourgeois protestant.
Surnommé « Le Vertueux », il s'attache dès après son élection à maintenir l'ordre et assurer le ravitaillement de la ville ; il décide de limiter le prix du pain. Il lutte également contre l'insalubrité, obligeant notamment le ramassage des ordures. Il prend des mesures pour assurer la sécurité des enfants et éviter les beuveries les jours de fête.
Anticlérical et partisan de la Révolution, il réquisitionne trois des cloches de la cathédrale pour fabriquer de la monnaie. Il donne à plusieurs voies le nom de Voltaire, de la liberté ou encore de Rousseau. Il achète des terres appartenant à des nobles pour agrandir les routes et les places, et fait prolonger l'aqueduc. En 1792, il accorde l'autorisation désormais requise à l'exercice du culte dans des lieux privés, mais congédie des moines enseignants qui refusent de prêter serment. Durant l'été 1792, il procède à l'inventaire des « maisons religieuses ». Il annonce le 28 septembre la gratuité des écoles nîmoises. 
Mais le même mois, la République ayant été proclamée, il critique la radicalisation du régime. Il est acculé à la démission, avec son conseil municipal, par le nouveau gouvernement.